# Малта на Европском првенству у атлетици у дворани 2019.
Малта је учествовала на 35. Европском првенству у дворани 2019 који се одржао у Глазгову, Шкотска, од 1. до 3. марта. Ово је дванаесто Европско првенство у дворани од 1996. године када је Малта први пут учествовала. Репрезентацију Малте представљало је двоје спортиста ⟨1 мушкарац и 1 жена⟩ који су се такмичили у две дисциплине.
Представници Малте нису освојили медаље, нити су постигли неки рекорд.

## Учесници
| Мушкарци: - Омар Ел Аида Чафи — 60 м | Жене: - Шарлот Вингфилд — 60 м |  |

## Резултати

### Мушкарци
| Атлетичар         | Дисциплина | Лични рекорд | Квалификације | Квалификације | Полуфинале           | Полуфинале           | Финале               | Финале       | Детаљи |
| Атлетичар         | Дисциплина | Лични рекорд | Резултат      | Место         | Резултат             | Место                | Резултат             | Место        | Детаљи |
| ----------------- | ---------- | ------------ | ------------- | ------------- | -------------------- | -------------------- | -------------------- | ------------ | ------ |
| Омар Ел Аида Чафи | 60 м       | 6,91         | 7,05          | 8. у гр. 2    | Није се квалификовао | Није се квалификовао | Није се квалификовао | 42 / 44 (45) |        |

### Жене
| Атлетичарка     | Дисциплина | Лични рекорд | Квалификације | Квалификације | Полуфинале            | Полуфинале            | Финале                | Финале       | Детаљи |
| Атлетичарка     | Дисциплина | Лични рекорд | Резултат      | Место         | Резултат              | Место                 | Резултат              | Место        | Детаљи |
| --------------- | ---------- | ------------ | ------------- | ------------- | --------------------- | --------------------- | --------------------- | ------------ | ------ |
| Шарлот Вингфилд | 60 м       | 7,44 НР      | 7,67          | 6. у гр. 2    | Није се квалификовала | Није се квалификовала | Није се квалификовала | 41 / 42 (43) |        |